# Albizzi

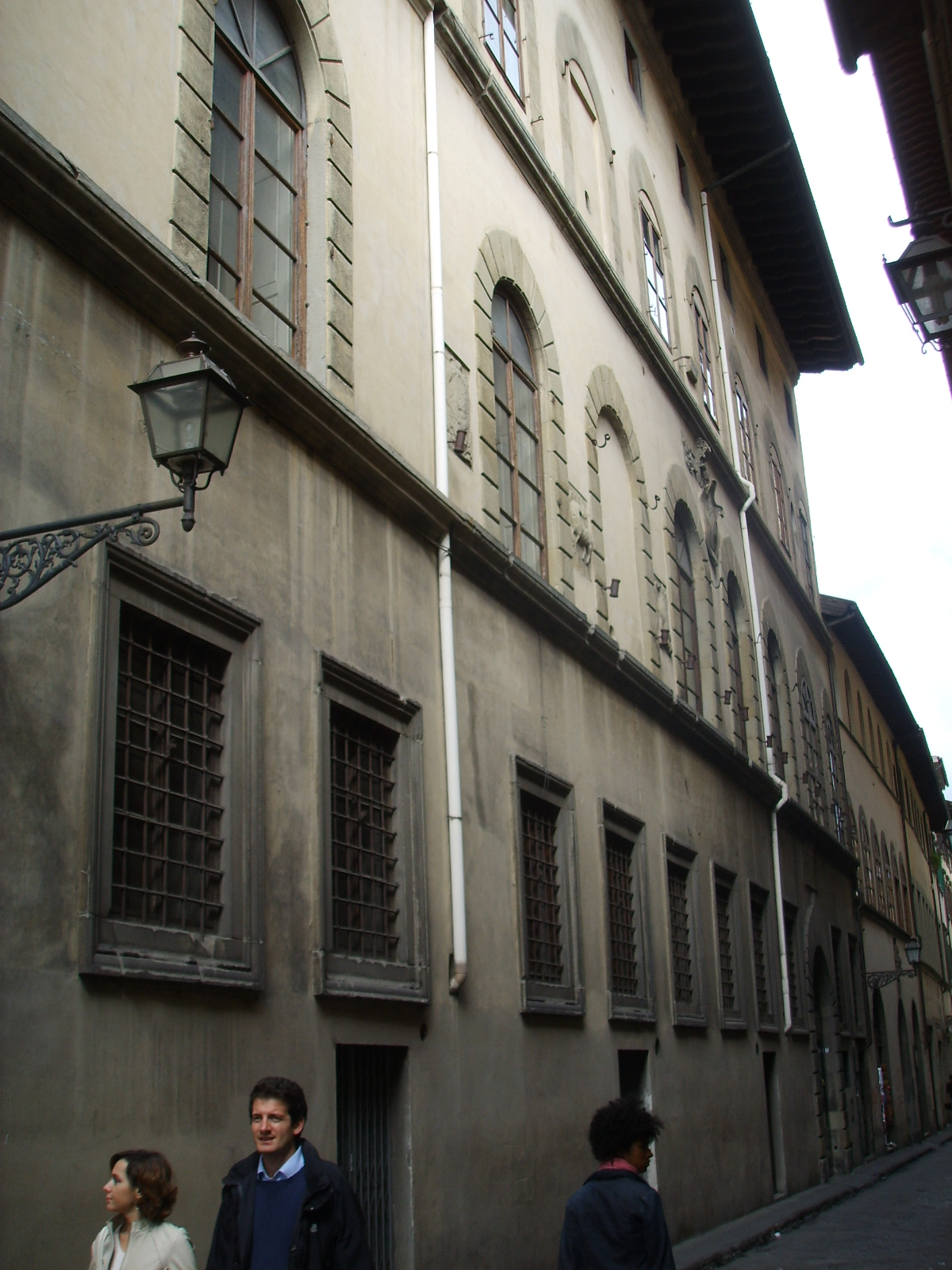
Palazzo degli Albizi in Borgo Albizi

Gli Albizi o Albizzi (il nome si pronuncia sdrucciolo, Àlbizzi) furono un'antica famiglia fiorentina.

## Storia

### Origini
Derivante dal nome "Albizzo" (e non "Albizio"), sarebbe più corretto scriverlo con due "z", sebbene sia molto diffusa la versione a una zeta, come ad esempio nei cartelli stradali della via fiorentina Borgo Albizi.
Il suo capostipite sarebbe un certo Raimondino, di origine tedesca, venuto in Toscana alla fine del XII secolo e stabilitosi ad Arezzo. Da questa città i suoi discendenti sarebbero poi passati a Firenze; in particolare, il primo esponente registrato negli annali cittadini è Benincasa degli Albizzi, nel 1251. Gli Albizzi, ricchi mercanti di lana e capi di parte dei Guelfi neri, ricoprirono molto spesso, soprattutto nel XIV secolo, le massime cariche cittadine (ben 98 priori e 13 Gonfalonieri di Giustizia). Il primo priore fu Filippo degli Albizzi nel 1282, mentre il primo gonfaloniere fu suo figlio Piero. Di fazione guelfa nera, erano alleati degli Anselmi e insieme si opposero a Corso Donati, alla tirannia del Duca d'Atene e si scontrarono spesso con la famiglia Ricci.
Membri della famiglia Albizzi furono anche due poeti del Trecento vicini a Francesco Petrarca: Matteo e Franceschino degli Albizzi.

### Ascesa a Firenze

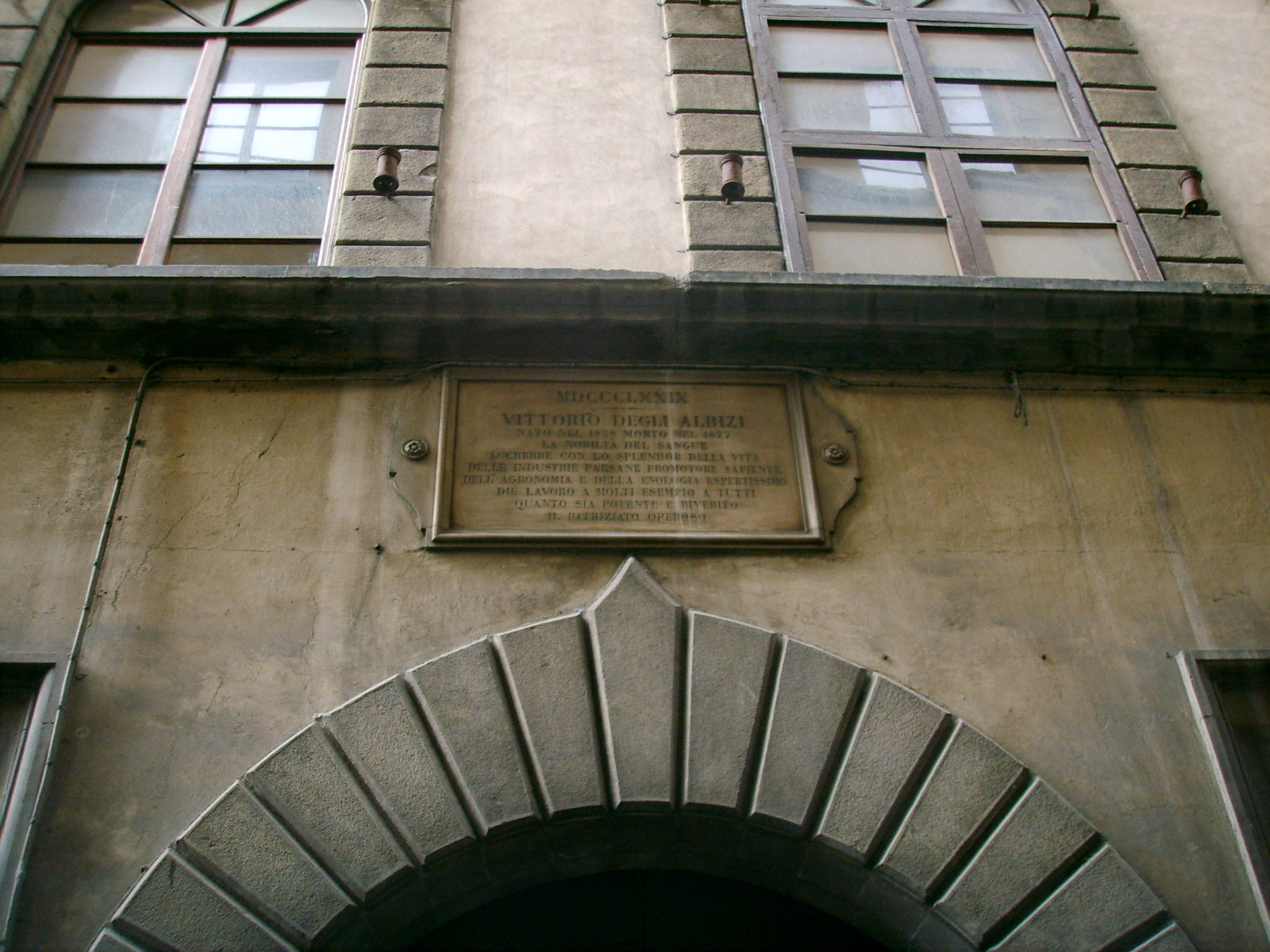
Targa che ricorda Vittorio degli Albizi a Palazzo Albizi

Alcuni di loro furono banditi dalla città allo scoppio del tumulto dei Ciompi (con Piero degli Albizzi giustiziato per sospetti di cospirazione nel 1379) successivamente un ramo della famiglia riuscì a primeggiare nella vita politica di Firenze. Maso (1343-1417), nel 1393 Gonfaloniere di Giustizia, infatti risollevò le fortune della casata dominando insieme ad un ristretto numero di oligarchi per un lungo periodo la Repubblica di Firenze.
Alla morte di Maso prese la guida dell'oligarchia dominante il figlio Rinaldo degli Albizzi, che fu il principale antagonista con Palla Strozzi di Cosimo il Vecchio. Mancando della risolutezza del padre ebbe la peggio nello scontro politico e fu esiliato ad Ancona.
Il periodo di predominio dell'oligarchia albizesca è un grande momento della storia della Repubblica fiorentina in cui si agitano da protagonisti personaggi come Niccolò da Uzzano, Rinaldo Gianfigliazzi, Nofri Strozzi, Matteo e Vanni Castellani, ecc. Termina nel 1434 con il ritorno dall'esilio di Cosimo il vecchio de Medici.
Cosimo e suo nipote Lorenzo saranno i continuatori di quel fermento culturale fiorentino che porteranno a quel pieno sviluppo che renderà Firenze immortale. Ma non si deve dimenticare che il Rinascimento ha le sue radici nel periodo di predominio dell'oligarchia albizesca.

### Decadimento
La mancanza di risolutezza, e qualche scrupolo di troppo da parte di Rinaldo (che nel 1432 ebbe nelle sue mani Cosimo senza decidersi ad ucciderlo) determineranno la caduta sua e degli uomini che lo appoggiavano. L'avvento al potere di Cosimo il vecchio porterà ad un ricambio radicale della classe dirigente fiorentina.
Il fratello di Rinaldo Luca degli Albizzi vista la rovina del fratello e della sua parte si piegò a Cosimo dei Medici, divenendone in seguito uomo di fiducia, e ottenendo importanti incarichi come ambasciatore a Milano, Roma e Venezia. Fu poi gonfaloniere di giustizia (1442) e a più riprese membro del consiglio dei Dieci di Balia; fu lui a tenere il Palazzo Albizi in Borgo Albizi e le altre proprietà familiari superstiti. Il palazzo di Rinaldo, invece (l'attuale Palazzo Valori-Altoviti), venne confiscato e poi venduto.
Nel 1473 Agnolo Poliziano compose l'epicedio in morte di Albiera degli Albizzi; la giovane era già stata promessa sposa per motivi politici e la sua morte prematura fece molto rumore a Firenze.
Il ramo derivato da Luca degli Albizzi godette di ogni diritto e spesso arrivò a ricoprire cariche politiche importanti, anche nel periodo del Granducato, sebbene in famiglia ci fosse anche chi si era nuovamente opposto al dominio mediceo: con la presa del potere da parte di Cosimo I i fuorusciti e i fautori della Repubblica fiorentina, tra i quali c'era anche Anton Francesco degli Albizzi, si coalizzarono contro il nuovo tiranno. La fazione antimedicea venne definitivamente sconfitta nella Battaglia di Montemurlo del 1537 e ad Anton Francesco toccò di venire giustiziato per tradimento.
Nel Cinquecento la bella Eleonora degli Albizzi divenne l'amante del granduca Cosimo I de' Medici, cui diede due figli illegittimi. Osteggiata dal resto della famiglia Medici, fu costretta prima a un matrimonio di facciata e poi, per contrasti con il marito, terminò la sua vita in convento.

### XVII secolo
Nel XVII secolo Luca di Girolamo degli Albizzi, filomediceo, incaricò Gherardo Silvani di ammodernare e ingrandire il Palazzo Albizi nella via che da essi prese il nome (Borgo Albizi).

### Estinzione
Nel XIX secolo Vittorio di Alessandro Piero degli Albizi, discendente da un ramo rientrato in città dopo essersi trasferito nel XVI secolo in Francia, fu l'ultimo discendente della casata, dopo l'estinzione del ramo "fiorentino", nel 1842, con il marchese Amerigo di Filippo degli Albizi. Vittorio degli Albizi introdusse nuove metodologie di viticoltura nella zona di Pomino (Rufina-FI). Alla morte di Vittorio nel 1877 tutti i suoi beni passarono alla famiglia della sorella Leonia, moglie di Angelo Frescobaldi, non essendosi Vittorio mai sposato. Tuttavia su sette rami totali degli Albizzi, il secondo, il sesto ed il settimo sono ancora in vita. Il secondo ramo risiede a Firenze, il sesto  risiede ad Arezzo, città in cui la famiglia Albizzi si è stabilita prima di raggiungere il capoluogo toscano, il settimo invece risiede a Cesena.

## Alessandri

Stemma della famiglia Alessandri, derivata dagli Albizzi.

Da un ramo degli Albizi nel 1372 si separò la famiglia che prese il nome di Alessandri.